# Nati il 22 agosto

## X secolo(1)
- 980 - Avicenna, medico, filosofo e matematico persiano († 1037)

## XV secolo(2)
- 1412 - Federico II di Sassonia, principe († 1464)
- 1485 - Beato Renano, avvocato, editore e scrittore tedesco († 1547)

## XVI secolo(6)
- 1511 - Francesco Porto, umanista greco († 1581)
- 1537 - Filippo Sega, cardinale e vescovo italiano († 1596)
- 1554 - Ottavio Costa, banchiere e collezionista d'arte italiano († 1639)
- 1570 - Franz Seraph von Dietrichstein, cardinale e vescovo cattolico austriaco († 1636)
- 1598 - Luca Danesi, architetto e matematico italiano († 1672)
- 1599 - Giovanni Battista Manzini, nobile, letterato e romanziere italiano († 1664)

## XVII secolo(17)
- 1601 - Georges de Scudéry, romanziere e drammaturgo francese († 1667)
- 1606 - Orazio De Ferrari, pittore italiano († 1657)
- 1624 - Jean Regnault de Segrais, poeta, letterato e traduttore francese († 1701)
- 1638 - Georg Christoph Eimmart, astronomo e incisore tedesco († 1705)
- 1645 - Geneviève Boullogne, pittrice francese († 1708)
- 1647 - Denis Papin, matematico, fisico e inventore francese († 1713)
- 1648 - Gerard Hoet, pittore, disegnatore e scrittore olandese († 1733)
- 1658 - Giovanni Ernesto di Sassonia-Coburgo-Saalfeld, duca († 1729)
- 1667 - Vincenzo Maria Mazzoleni, arcivescovo cattolico italiano († 1741)
- 1667 - Giovanni Battista Sidotti, missionario italiano († 1714)
- 1673 - Natal'ja Alekseevna Romanova, drammaturga russa († 1716)
- 1680 - Pierre Guérin de Tencin, cardinale e arcivescovo cattolico francese († 1758)
- 1683 - Antonio Guidi di Bagno, vescovo cattolico italiano († 1761)
- 1683 - Ermanno II di Promnitz, principe († 1745)
- 1684 - Maria Teresa d'Asburgo, nobile austriaca († 1696)
- 1688 - Heinrich Bernhard Rupp, botanico tedesco († 1719)
- 1698 - Ricciarda Gonzaga, nobile italiana († 1768)

## XVIII secolo(39)
- 1701 - Camillo Zampieri, scrittore, poeta e diplomatico italiano († 1784)
- 1709 - Enea Silvio Piccolomini, cardinale italiano († 1768)
- 1711 - Heinrich von Bibra, vescovo cattolico e abate tedesco († 1788)
- 1716 - Niccolò Ciafaglione, arcivescovo cattolico italiano († 1789)
- 1721 - Giacomo Melzi, collezionista d'arte italiano († 1802)
- 1721 - Luigi di Salm-Salm, nobile tedesco († 1778)
- 1722 - Isaac Alexander, scrittore tedesco († 1802)
- 1722 - Constantine Phipps, I barone Mulgrave, nobile irlandese († 1775)
- 1723 - Augustine Prévost, generale britannico († 1786)
- 1729 - Ludovico Savioli, nobile, poeta e storico italiano († 1804)
- 1734 - Charles du Houx de Vioménil, generale francese († 1827)
- 1745 - José Joaquín Moraga, esploratore
- 1749 - Alfonso Muzzarelli, teologo e gesuita italiano († 1813)
- 1750 - Domenico Tempio, poeta italiano († 1821)
- 1756 - Kurimoto Masayoshi, naturalista, zoologo e entomologo giapponese († 1834)
- 1758 - Carlo Giuseppe Maria Sappa de' Milanesi, vescovo cattolico italiano († 1834)
- 1764 - Joseph Abel, pittore tedesco († 1818)
- 1764 - Charles Percier, architetto francese († 1838)
- 1765 - Carl Ludwig Willdenow, botanico, farmacista e micologo tedesco († 1812)
- 1767 - Jean Joseph Amable Humbert, generale francese († 1823)
- 1771 - Henry Maudslay, inventore e imprenditore britannico († 1831)
- 1773 - Aimé Bonpland, botanico, naturalista e esploratore francese († 1858)
- 1774 - Bartholomäus Herder, editore tedesco († 1839)
- 1775 - August von Vécsey, militare austriaco († 1857)
- 1776 - Carlo Amati, architetto italiano († 1852)
- 1778 - James Kirke Paulding, politico e scrittore statunitense († 1860)
- 1780 - Pompeo Gabrielli, militare e politico italiano († 1861)
- 1787 - Christian Friedrich von Stockmar, politico belga († 1863)
- 1788 - Thomas Tredgold, ingegnere e scrittore britannico († 1829)
- 1790 - Charles-Gaspard Delestre-Poirson, drammaturgo e librettista francese († 1859)
- 1792 - François-Xavier Badoud, notaio e politico svizzero († 1852)
- 1795 - Carlo Michelagnoli, religioso e dirigente pubblico italiano († 1866)
- 1796 - David Canabarro, generale brasiliano († 1867)
- 1796 - Baden Powell, matematico e religioso britannico († 1860)
- 1797 - Augustin-Magloire Blanchet, missionario e vescovo cattolico canadese († 1887)
- 1797 - Benedetto Trompeo, medico italiano († 1872)
- 1800 - Edward Bouverie Pusey, presbitero e docente britannico († 1882)
- 1800 - William S. Harney, generale statunitense († 1889)
- 1800 - Samuel David Luzzatto, poeta, traduttore e bibliografo italiano († 1865)

## XIX secolo(168)
- 1801 - Giovanni Filippo Galvagno, avvocato e politico italiano († 1874)
- 1802 - Charles Félix Marie Texier, archeologo e architetto francese († 1871)
- 1804 - Giuseppe Sacchi, educatore, pedagogista e giurista italiano († 1891)
- 1809 - Henry Damian Juncker, vescovo cattolico francese († 1868)
- 1809 - George Wilkins Kendall, scrittore e giornalista statunitense († 1867)
- 1809 - Hugh Alexander Kennedy, scacchista britannico († 1878)
- 1811 - Giovanni Kobler, storico italiano († 1893)
- 1812 - Geraldine Jewsbury, scrittrice inglese († 1880)
- 1812 - Giacomo Trecourt, pittore italiano († 1882)
- 1812 - Marina Videmari, religiosa italiana († 1891)
- 1818 - Giovanni Battista Camozzi Vertova, imprenditore, funzionario e politico italiano († 1906)
- 1818 - Rudolf von Jhering, giurista tedesco († 1892)
- 1818 - Carlo Pisacane, rivoluzionario, patriota e militare italiano († 1857)
- 1820 - Manolache Costache Epureanu, politico rumeno († 1880)
- 1821 - Carlo Gregorutti, archeologo e collezionista d'arte italiano († 1898)
- 1821 - Pellegrino Strobel, ornitologo, zoologo e naturalista italiano († 1895)
- 1822 - Angelico Fabbri, patriota italiano († 1886)
- 1823 - Carmelo Agnetta, prefetto e patriota italiano († 1889)
- 1823 - Achille Astolfi, pittore e incisore italiano († 1900)
- 1823 - Louis Martin, francese († 1894)
- 1827 - Joseph Anthony Mower, generale statunitense († 1870)
- 1827 - Antonín Novotný, compositore di scacchi boemo († 1871)
- 1829 - Raffaele Capone, vescovo cattolico italiano († 1908)
- 1830 - Angiolina Bosio, soprano italiano († 1859)
- 1831 - William Hayman Cummings, musicista, tenore e organista inglese († 1915)
- 1833 - Odoardo Borrani, pittore italiano († 1905)
- 1833 - William Raphael, pittore canadese († 1914)
- 1833 - Davide Riccardi, arcivescovo cattolico italiano († 1897)
- 1834 - Paul Kummer, micologo tedesco († 1912)
- 1834 - Samuel Pierpont Langley, astronomo, inventore e pioniere dell'aviazione statunitense († 1906)
- 1836 - Louis Charles Émile Lortet, medico, botanico e zoologo francese († 1909)
- 1841 - Joaquín Crespo, militare e politico venezuelano († 1898)
- 1842 - Paul Guillaume, storico e archivista francese († 1914)
- 1842 - Lorenzo Tottoli, prefetto e politico italiano († 1928)
- 1844 - George Washington De Long, navigatore e esploratore statunitense († 1881)
- 1844 - Sof'ja Tolstaja, contessa russa († 1919)
- 1845 - André-Joseph Allar, scultore francese († 1926)
- 1845 - Guglielmo di Wied, principe tedesco († 1907)
- 1846 - Amalie Skram, scrittrice norvegese († 1905)
- 1847 - John Forrest, esploratore australiano († 1918)
- 1847 - Alexander Campbell Mackenzie, compositore e direttore d'orchestra britannico († 1935)
- 1848 - John Brockbank, attore teatrale e calciatore inglese († 1896)
- 1848 - Emma Smith DeVoe, attivista statunitense († 1927)
- 1848 - Atenógenes Silva y Álvarez Tostado, arcivescovo cattolico messicano († 1911)
- 1851 - Victor Ehrenberg, giurista tedesco († 1929)
- 1852 - Alfredo Oriani, scrittore, storico e poeta italiano († 1909)
- 1853 - Eugenio Niccolini, imprenditore e politico italiano († 1939)
- 1854 - Charles Fillmore, mistico statunitense († 1948)
- 1854 - Milan Obrenović IV di Serbia, re serbo († 1901)
- 1855 - Anatole Chauffard, medico francese († 1932)
- 1855 - Arthur James Herbert, diplomatico inglese († 1921)
- 1856 - Joseph Wilpert, presbitero e archeologo tedesco († 1944)
- 1857 - Ned Hanlon, giocatore di baseball e allenatore di baseball statunitense († 1937)
- 1858 - Konstantin Konstantinovič Romanov, nobile russo († 1915)
- 1858 - Eduard Schwartz, filologo classico tedesco († 1940)
- 1858 - Agostino Zampini, vescovo cattolico italiano († 1937)
- 1859 - Walter Firle, pittore tedesco († 1929)
- 1860 - Gustaf Fröding, poeta svedese († 1911)
- 1860 - Paul Gottlieb Nipkow, inventore tedesco († 1940)
- 1860 - Alfred Ploetz, medico e biologo tedesco († 1940)
- 1860 - Eleonora di Reuss-Köstritz, nobile tedesca († 1917)
- 1861 - Pietro Setacci, politico italiano († 1916)
- 1862 - Ivan Clustine, coreografo russo († 1941)
- 1862 - Claude Debussy, compositore e pianista francese († 1918)
- 1862 - Giovanni Villa, avvocato e politico italiano († 1930)
- 1864 - Clemente Onelli, naturalista, paleontologo e geologo italiano († 1924)
- 1864 - Eugene Schmitz, politico e musicista statunitense († 1928)
- 1864 - Alfred Tutton, chimico britannico († 1938)
- 1865 - August Achtenhagen, pittore tedesco († 1938)
- 1865 - Pio Colombini, dermatologo italiano († 1935)
- 1865 - Templar Saxe, attore e cantante lirico inglese († 1935)
- 1866 - Theodore Dru Alison Cockerell, zoologo e entomologo inglese († 1948)
- 1867 - Maximilian Bircher-Benner, medico svizzero († 1939)
- 1867 - Charles Francis Jenkins, inventore statunitense († 1934)
- 1867 - Maud Powell, violinista statunitense († 1920)
- 1867 - Sergej Sergeevič Solomko, pittore, illustratore e disegnatore russo († 1928)
- 1869 - Egidio Boninsegna, scultore, medaglista e pittore italiano († 1958)
- 1869 - Arthur Holitscher, scrittore e giornalista tedesco († 1941)
- 1870 - Marie Guérin, monaca cristiana francese († 1905)
- 1870 - Bertram Fletcher Robinson, sportivo e giornalista inglese († 1907)
- 1871 - Émile André, artista, architetto e designer francese († 1933)
- 1871 - Daniel Frohman, produttore teatrale statunitense († 1940)
- 1871 - Franz Kossmat, geologo tedesco († 1938)
- 1872 - Filippo Cremonesi, banchiere e politico italiano († 1942)
- 1872 - Ugo Panichi, mineralogista italiano († 1966)
- 1873 - Aleksandr Aleksandrovič Bogdanov, politico, filosofo e economista russo († 1928)
- 1873 - Antonio Savasta, compositore italiano († 1959)
- 1874 - Forest Montgomery, tennista statunitense († 1947)
- 1874 - Max Scheler, filosofo tedesco († 1928)
- 1875 - Constance Grosvenor, nobildonna inglese († 1957)
- 1876 - Johnny Joyce, mezzofondista statunitense († 1957)
- 1877 - Ananda Coomaraswamy, storico dell'arte cingalese († 1947)
- 1877 - Antonín Janoušek, politico e giornalista cecoslovacco († 1941)
- 1877 - Riccardo Moizo, generale e prefetto italiano († 1962)
- 1877 - Pietro Sampietro, compositore, pianista e direttore di banda italiano († 1957)
- 1878 - Fred Mace, attore e regista statunitense († 1917)
- 1879 - Jan van den Berg, calciatore olandese († 1951)
- 1880 - Charles Arling, attore canadese († 1922)
- 1880 - Lorenzo Basso, ingegnere e architetto italiano († 1940)
- 1880 - Lajos Biró, scrittore ungherese († 1948)
- 1880 - George Herriman, fumettista statunitense († 1944)
- 1880 - Julián Palacios, dirigente sportivo spagnolo († 1947)
- 1880 - Hans Reinl, alpinista, ingegnere e politico austriaco († 1957)
- 1880 - Carlo Sigismondi, ingegnere, militare e politico italiano († 1962)
- 1881 - Hübner von Holst, tiratore a segno svedese († 1945)
- 1882 - Burton George, regista e sceneggiatore statunitense
- 1882 - Ernst Weiss, scrittore austriaco († 1940)
- 1882 - Raymonde de Laroche, aviatrice e attrice teatrale francese († 1919)
- 1885 - Thomas Joseph Cooke, calciatore statunitense († 1964)
- 1885 - Ubaldo Magnavacca, pittore, incisore e scultore italiano († 1957)
- 1885 - István Somodi, altista e lunghista ungherese († 1963)
- 1886 - Giorgio Levi Della Vida, orientalista e storico delle religioni italiano († 1967)
- 1886 - Edmondo Matter, militare italiano († 1916)
- 1887 - Walter Citrine, sindacalista e politico britannico († 1983)
- 1887 - Lutz Graf Schwerin von Krosigk, politico tedesco († 1977)
- 1888 - Francisco Cunha Leal, politico portoghese († 1970)
- 1888 - Walther von Seydlitz-Kurzbach, generale tedesco († 1976)
- 1888 - Gustavo di Thurn und Taxis, politico tedesco († 1919)
- 1889 - Raymond Barton, generale statunitense († 1963)
- 1889 - Renato Kehl, medico e scrittore brasiliano († 1978)
- 1889 - Giovanni Sassi, calciatore italiano († 1942)
- 1890 - Hans-Joachim Buddecke, aviatore tedesco († 1918)
- 1890 - Ignazio Lanza di Trabia, militare e aviatore italiano († 1917)
- 1891 - Domenico Bornigia, vescovo cattolico italiano († 1963)
- 1891 - Giovanni Battista Funaioli, giurista italiano († 1959)
- 1891 - Jacques Lipchitz, scultore lituano († 1973)
- 1891 - Francis McDonald, attore statunitense († 1968)
- 1891 - Cesare Miani, architetto italiano († 1961)
- 1892 - Victor Daimaca, docente romeno († 1969)
- 1892 - Joseph Walker, direttore della fotografia statunitense († 1985)
- 1893 - Kaare Engebretsen, calciatore norvegese († 1960)
- 1893 - Cecil Kellaway, attore britannico († 1973)
- 1893 - Cezary Niewęgłowski, militare polacco († 1939)
- 1893 - Dorothy Parker, scrittrice, poetessa e giornalista statunitense († 1967)
- 1894 - Willem Arondéus, scrittore, pittore e partigiano olandese († 1943)
- 1894 - Jan Domela, artista olandese († 1973)
- 1894 - Renato Lordi, militare italiano († 1936)
- 1894 - Walter Rilla, attore e regista tedesco († 1980)
- 1894 - Clifford Smith, regista, attore e produttore cinematografico statunitense († 1937)
- 1894 - Jean Washer, tennista belga († 1972)
- 1895 - László Almásy, esploratore, aviatore e militare ungherese († 1951)
- 1895 - Stefano Lanza Filingeri, nobile e politico italiano († 1968)
- 1895 - Alois Stoeckl, militare tedesco († 1940)
- 1896 - Pierre Abadie-Landel, pittore francese († 1972)
- 1896 - Vera Amerighi Rutili, soprano italiano († 1952)
- 1896 - Dallas Brooks, generale e politico britannico († 1966)
- 1896 - Carlo Delcroix, militare, politico e scrittore italiano († 1977)
- 1896 - Frank Loomis, ostacolista statunitense († 1971)
- 1896 - Pierre Voizard, politico e funzionario francese († 1982)
- 1897 - Elisabeth Bergner, attrice tedesca († 1986)
- 1897 - Nino Corrado Corazza, pittore italiano († 1975)
- 1897 - Iginio Kofler, calciatore, dirigente sportivo e imprenditore italiano († 1983)
- 1898 - Arconovaldo Bonacorsi, generale italiano († 1962)
- 1898 - Tito Chini, pittore e decoratore italiano († 1947)
- 1898 - Lea D'Avanzo, scultrice italiana († 1975)
- 1898 - Omer Huyse, ciclista su strada belga († 1985)
- 1898 - Emilio Lavagnino, storico dell'arte e critico d'arte italiano († 1963)
- 1898 - Dmitrij Nikolaevič Medvedev, militare sovietico († 1954)
- 1898 - Enrico Mirti della Valle, militare italiano († 1968)
- 1898 - Jaroslav Černý, egittologo ceco († 1970)
- 1899 - José Gralha, calciatore portoghese († 1944)
- 1899 - Giustiniano Marucco, calciatore italiano († 1942)
- 1899 - Paul Vogel, direttore della fotografia statunitense († 1975)
- 1900 - Billy Brown, calciatore inglese († 1985)
- 1900 - Ernesto Mattiuzzi, pittore italiano († 1980)
- 1900 - Vasa Prihoda, violinista ceco († 1960)
- 1900 - Giovanni Tubino, ginnasta italiano († 1989)
- 1900 - Olga de Grésy, nobildonna, imprenditrice e stilista italiana († 1994)

## XX secolo(839)
- 1901 - Osvaldo Cagnasso, politico e antifascista italiano († 1987)
- 1901 - Dmitrij Nikolaevič Čečulin, architetto, urbanista e scrittore sovietico († 1981)
- 1901 - Ted Harper, calciatore inglese († 1959)
- 1901 - Henri Salvano, calciatore francese († 1964)
- 1901 - Jean Yarbrough, regista statunitense († 1975)
- 1902 - José Miró Cardona, diplomatico e politico cubano († 1974)
- 1902 - Piera Gatteschi Fondelli, generale italiana († 1985)
- 1902 - Giuseppe Fontana, militare e marinaio italiano († 1941)
- 1902 - Michael Keeping, calciatore e allenatore di calcio inglese († 1984)
- 1902 - Leni Riefenstahl, regista, attrice e produttrice cinematografica tedesca († 2003)
- 1902 - Enrico De Negri, storico della filosofia italiano († 1990)
- 1903 - Ksenija Georgievna Romanova, principessa russa († 1965)
- 1903 - John Lyng, politico norvegese († 1978)
- 1903 - René Wellek, critico letterario austriaco († 1995)
- 1904 - Gheorghe Anghel, scultore rumeno († 1966)
- 1904 - Ottavio Baccani, dirigente sportivo, allenatore di calcio e calciatore italiano († 1968)
- 1904 - Deng Xiaoping, politico, rivoluzionario e militare cinese († 1997)
- 1904 - Jay Novello, attore statunitense († 1982)
- 1904 - W. Lee Wilder, sceneggiatore, produttore cinematografico e regista austriaco († 1982)
- 1905 - Roy Henkel, hockeista su ghiaccio canadese († 1981)
- 1905 - Sam Muchnick, imprenditore statunitense († 1998)
- 1905 - Franz Schlieper, generale tedesco († 1974)
- 1906 - Mario Borgiotti, pittore e collezionista d'arte italiano († 1977)
- 1907 - Manoelzinho, calciatore brasiliano († 1953)
- 1907 - Oliver McGowan, attore statunitense († 1971)
- 1908 - Henri Cartier-Bresson, fotografo francese († 2004)
- 1909 - Julius J. Epstein, sceneggiatore statunitense († 2000)
- 1909 - Philip G. Epstein, sceneggiatore statunitense († 1952)
- 1909 - Mel Hein, giocatore di football americano statunitense († 1992)
- 1909 - Lia Pasqualino Noto, pittrice e collezionista d'arte italiana († 1998)
- 1910 - Otto Gottwald, cestista tedesco
- 1910 - Lucille Ricksen, attrice statunitense († 1925)
- 1910 - Lesley Woods, attrice statunitense († 2003)
- 1911 - Giorgio Braccialarghe, antifascista, partigiano e diplomatico italiano († 1993)
- 1911 - Watari Handa, aviatore e militare giapponese († 1948)
- 1911 - Enric Valor i Vives, scrittore spagnolo († 2000)
- 1912 - Primo Arzilli, fantino italiano († 1992)
- 1912 - Emanuele Caracciolo, regista italiano († 1944)
- 1912 - Stefan Gendera, cestista polacco († 2001)
- 1912 - Aleksandr Pavlovič Kibal'nikov, scultore russo († 1987)
- 1912 - Carlo Muscetta, critico letterario, poeta e antifascista italiano († 2004)
- 1912 - Giancarlo Pascale Guidotti Magnani, funzionario italiano († 2001)
- 1912 - Tom Sneddon, allenatore di calcio e calciatore scozzese († 1983)
- 1912 - François Tosquelles, psichiatra spagnolo († 1994)
- 1913 - Ermes Borsetti, calciatore e allenatore di calcio italiano († 2005)
- 1913 - Dante Carnevale, militare italiano († 1994)
- 1913 - Ahmad Tajuddin, sovrano bruneiano († 1950)
- 1913 - Guy Owen, pattinatore artistico su ghiaccio canadese († 1952)
- 1913 - Bruno Pontecorvo, fisico italiano († 1993)
- 1913 - Arthur M. Sackler, psichiatra e collezionista d'arte statunitense († 1987)
- 1913 - Paul Winkler, calciatore tedesco († 1994)
- 1914 - Jack Dunphy, scrittore statunitense († 1992)
- 1915 - Bob Brown, fumettista statunitense († 1977)
- 1915 - Guerino Magri, calciatore italiano († 1976)
- 1915 - Renato Romizi, latinista e grecista italiano († 2014)
- 1915 - Nino Sansone, giornalista e scrittore italiano († 1968)
- 1915 - Girolamo Sotgiu, storico, sindacalista e politico italiano († 1996)
- 1915 - Edward Szczepanik, politico e economista polacco († 2005)
- 1916 - Jim Birr, cestista statunitense († 2006)
- 1916 - Ottavio Fanfani, attore italiano († 1981)
- 1916 - Robert H. Krieble, chimico e imprenditore statunitense († 1997)
- 1916 - Joe Martinelli, calciatore statunitense († 1991)
- 1917 - Kō Arima, calciatore giapponese
- 1917 - John Lee Hooker, cantante, chitarrista e compositore statunitense († 2001)
- 1917 - Ugo Perinelli, partigiano e politico italiano († 1967)
- 1918 - Marco Cugiani, matematico italiano († 2003)
- 1918 - Said Mohamed Djohar, politico comoriano († 2006)
- 1918 - Carlo Scotoni, politico italiano († 1981)
- 1918 - Giorgio Zani, generale, fotografo e dirigente pubblico sammarinese († 2013)
- 1919 - Alma Beltran, attrice statunitense († 2007)
- 1919 - Nicola Musto, politico e sindacalista italiano († 1961)
- 1919 - Rudolf Schnyder, tiratore a segno svizzero († 2000)
- 1919 - Larry Winn, politico statunitense († 2017)
- 1920 - Enrico Accatino, pittore e scultore italiano († 2007)
- 1920 - Olle Åhlund, calciatore e allenatore di calcio svedese († 1996)
- 1920 - Philip Barker, archeologo britannico († 2001)
- 1920 - Ugo Bellocchi, storico, giornalista e bibliotecario italiano († 2011)
- 1920 - Alberto Boscolo, medievista italiano († 1987)
- 1920 - Ray Bradbury, scrittore e sceneggiatore statunitense († 2012)
- 1920 - Jorge Canavesi, cestista e allenatore di pallacanestro argentino († 2016)
- 1920 - Denton Cooley, cardiochirurgo statunitense († 2016)
- 1920 - Gene Davis, pittore statunitense († 1985)
- 1920 - Adolf Reeb, militare tedesco († 1944)
- 1920 - Houshang Seyhoun, pittore, scultore e architetto iraniano († 2014)
- 1920 - Ruggero Tomaselli, botanico italiano († 1982)
- 1921 - Sotiria Bellou, cantante e attivista greca († 1997)
- 1921 - Dinos Dimopoulos, sceneggiatore, regista e regista teatrale greco († 2003)
- 1921 - Gabriel Ogando, calciatore argentino († 2006)
- 1921 - Bernard d'Espagnat, fisico, filosofo e saggista francese († 2015)
- 1922 - Theoni V. Aldredge, costumista e scenografa greca († 2011)
- 1922 - Elios Bonzagni, calciatore italiano († 2016)
- 1922 - Robert Himgi, pallanuotista francese († 2012)
- 1922 - Harold Kottman, cestista statunitense († 2004)
- 1922 - Cesare Marchi, scrittore, giornalista e personaggio televisivo italiano († 1992)
- 1922 - Oliviero Pigini, imprenditore italiano († 1967)
- 1922 - Micheline Presle, attrice francese († 2024)
- 1922 - Jay Pritzker, imprenditore e filantropo statunitense († 1999)
- 1922 - Christian de la Mazière, giornalista francese († 2006)
- 1923 - Paola Del Din, partigiana italiana
- 1923 - Lawrence Dentico, mafioso statunitense
- 1923 - Mariano Fracalossi, pittore italiano († 2004)
- 1923 - Aldo Scavarda, direttore della fotografia e produttore cinematografico italiano († 2000)
- 1924 - Orlando Ramón Agosti, generale argentino († 1997)
- 1924 - Joan Dalmau, cestista spagnolo († 2006)
- 1924 - Juan Carlos González, calciatore uruguaiano († 2010)
- 1924 - James Kirkwood Jr., scrittore, drammaturgo e librettista statunitense († 1989)
- 1924 - Trần Lệ Xuân, politica vietnamita († 2011)
- 1924 - Pat O'Connor, wrestler neozelandese († 1990)
- 1925 - Honor Blackman, attrice britannica († 2020)
- 1925 - Vincenzo Franciosi, ingegnere italiano († 1989)
- 1925 - Ernst Hofbauer, regista cinematografico e sceneggiatore austriaco († 1984)
- 1925 - Alberto Ongaro, giornalista, scrittore e fumettista italiano († 2018)
- 1925 - Åge Spydevold, calciatore norvegese († 1982)
- 1926 - Marc Bohan, stilista francese († 2023)
- 1926 - Lois Hall, attrice statunitense († 2006)
- 1926 - Franco Reggiani, progettista, designer e scultore italiano († 1991)
- 1926 - Armando Felice Verde, storico italiano († 2010)
- 1927 - Ada Valeria Fabj Ramous, politica italiana
- 1927 - Felice Lacerra, partigiano italiano († 1944)
- 1927 - Jack Mansell, allenatore di calcio e calciatore inglese († 2016)
- 1927 - Irina Skobceva, attrice sovietica († 2020)
- 1927 - Aleksandr Tenjagin, calciatore sovietico († 2008)
- 1928 - Attilio Gelli, ex calciatore italiano
- 1928 - Slavko Goldstein, letterato, politico e storico jugoslavo († 2017)
- 1928 - Vicente Iturat, ciclista su strada spagnolo († 2017)
- 1928 - John Lupton, attore statunitense († 1993)
- 1928 - Paul S. Martin, geologo, paleontologo e zoologo statunitense († 2010)
- 1928 - Jurij Nolev-Sobolev, artista russo († 2002)
- 1928 - Karlheinz Stockhausen, compositore tedesco († 2007)
- 1928 - Con Sullivan, calciatore inglese († 2022)
- 1929 - Rocco Aprile, storico e romanziere italiano († 2014)
- 1929 - Anton Kuzov, cestista bulgaro
- 1929 - Nico Sapio, giornalista e telecronista sportivo italiano († 1966)
- 1929 - Elisabetta Maria Satoko Kitahara, farmacista giapponese († 1958)
- 1929 - Pauli Toivonen, pilota automobilistico finlandese († 2005)
- 1929 - Ulrich Wegener, poliziotto tedesco († 2017)
- 1930 - Guido Giannettini, giornalista, agente segreto e attivista italiano († 2003)
- 1930 - Gylmar dos Santos Neves, calciatore brasiliano († 2013)
- 1930 - Günter Gräwert, attore e regista tedesco († 1996)
- 1930 - Jim Iverson, cestista e allenatore di pallacanestro statunitense († 2020)
- 1930 - Valentina Nazarenko, cestista sovietica († 2014)
- 1930 - Antonio Panizzolo, calciatore italiano († 2019)
- 1931 - Maurice Gee, scrittore e anglista neozelandese († 2025)
- 1931 - Ruy Guerra, regista, sceneggiatore e montatore brasiliano
- 1931 - John Wofford, cavaliere statunitense († 2021)
- 1932 - Gerald Carr, astronauta statunitense († 2020)
- 1932 - Gianfranco Cecchin, psichiatra e psicoterapeuta italiano († 2004)
- 1932 - Leila Martin, attrice statunitense
- 1932 - Bené, ex calciatore brasiliano
- 1932 - Gabriele Tinti, attore italiano († 1991)
- 1933 - Michael von Albrecht, latinista, filologo classico e traduttore tedesco
- 1933 - Bertha Chiu, cestista e giavellottista messicana († 2009)
- 1933 - Nazzareno Guasso, politico italiano († 2009)
- 1933 - Geoffrey Horne, attore statunitense
- 1933 - Sylva Koscina, attrice e modella jugoslava († 1994)
- 1933 - Milton Kuelle, ex calciatore brasiliano
- 1933 - Irmtraud Morgner, scrittrice tedesca († 1990)
- 1934 - Enzo Riccomini, allenatore di calcio e calciatore italiano († 2022)
- 1934 - Diana Sands, attrice statunitense († 1973)
- 1934 - Norman Schwarzkopf, generale statunitense († 2012)
- 1934 - Giancarlo Tenenti, fumettista italiano
- 1935 - Dick Howard, ostacolista statunitense († 1967)
- 1935 - David Lean, ex ostacolista e velocista australiano
- 1935 - Longin Pastusiak, politico, storico e politologo polacco († 2025)
- 1935 - Annie Proulx, scrittrice statunitense
- 1936 - Vlaho Asić, ex pallanuotista e allenatore di pallanuoto croato
- 1936 - Dale Hawkins, cantautore statunitense († 2010)
- 1936 - Tony Kendall, attore italiano († 2009)
- 1936 - Petăr Mladenov, diplomatico e politico bulgaro († 2000)
- 1936 - Giuseppe Ricuperati, storico italiano
- 1936 - Milton Scarón, ex cestista uruguaiano
- 1937 - Laurie Brown, allenatore di calcio e calciatore inglese († 1998)
- 1937 - Joan Crawford, ex cestista statunitense
- 1937 - Pat Gillick, dirigente sportivo statunitense
- 1937 - Donald MacLeary, ex ballerino scozzese
- 1937 - Gennadij Matveev, allenatore di calcio e calciatore sovietico († 2014)
- 1937 - Italo Moscati, scrittore, sceneggiatore e regista italiano
- 1937 - Francesco Musso, ex pugile italiano
- 1937 - Cesare Paolantonio, pittore italiano († 2015)
- 1937 - Ary Toledo, umorista e cantante brasiliano († 2024)
- 1937 - Pierluigi Zerbinati, comico, imitatore e cabarettista italiano († 2011)
- 1937 - Rifa'at al-Assad, politico e generale siriano
- 1938 - Alan Jackson, ex calciatore inglese
- 1938 - Miodrag Nikolić, cestista e allenatore di pallacanestro jugoslavo († 2005)
- 1938 - Ingo Porges, ex calciatore tedesco
- 1938 - Luciano Righi, politico italiano
- 1938 - Nikolaj Smaga, marciatore sovietico († 1981)
- 1939 - Fred Davies, calciatore e allenatore di calcio inglese († 2020)
- 1939 - Paolo Frajese, giornalista e conduttore televisivo italiano († 2000)
- 1939 - Valerie Harper, attrice e ballerina statunitense († 2019)
- 1939 - Hiroaki Tono, goista giapponese († 2025)
- 1939 - Tiziano Treu, politico e giurista italiano
- 1939 - Robert Wall, attore statunitense († 2022)
- 1939 - Carl Yastrzemski, ex giocatore di baseball statunitense
- 1940 - Antonio Brancaccio, bobbista italiano († 2021)
- 1940 - Michele Chirico, calciatore italiano († 1983)
- 1940 - John Gambino, mafioso italiano († 2017)
- 1940 - Carlo Magri, dirigente sportivo italiano
- 1940 - Howie Montgomery, ex cestista statunitense
- 1940 - Judy Nugent, attrice statunitense († 2023)
- 1941 - Edwin Birdsong, tastierista e organista statunitense († 2019)
- 1941 - Bill Parcells, allenatore di football americano statunitense
- 1941 - Cesare Ragazzi, imprenditore, inventore e personaggio televisivo italiano († 2024)
- 1941 - Luis Varela, calciatore uruguaiano († 2021)
- 1942 - Velio Carratoni, giornalista, critico musicale e scrittore italiano
- 1942 - Néstor Manfredi, ex calciatore argentino
- 1942 - Uğur Mumcu, giornalista turco († 1993)
- 1942 - Harald Norpoth, ex mezzofondista tedesco
- 1943 - Nahas Angula, politico namibiano
- 1943 - Stefano Dal Monte, calciatore italiano († 2009)
- 1943 - Guido De Martino, politico italiano
- 1943 - Franco Donna, ex tiratore a segno italiano
- 1943 - Jimmy Heuga, sciatore alpino e allenatore di sci alpino statunitense († 2010)
- 1943 - Sandro Saccucci, ex militare e politico italiano
- 1943 - Masatoshi Shima, informatico e chimico giapponese
- 1943 - Dante Spinotti, direttore della fotografia italiano
- 1944 - Rocco Brindisi, scrittore italiano
- 1944 - Birgit Cramon Daiber, politica tedesca
- 1944 - Bertrand Grell, ex calciatore trinidadiano
- 1944 - Peter Hofmann, tenore tedesco († 2010)
- 1944 - Eduardo Luján Manera, calciatore e allenatore di calcio argentino († 2000)
- 1944 - Monta Mino, conduttore televisivo e doppiatore giapponese († 2025)
- 1944 - Tom Mitchell, giocatore di football americano statunitense († 2017)
- 1944 - Ugo Porcelli, autore televisivo e produttore televisivo italiano
- 1944 - Paul Singer, imprenditore statunitense
- 1944 - Tom Von Ruden, mezzofondista statunitense († 2018)
- 1945 - David Chase, sceneggiatore, regista e produttore televisivo statunitense
- 1945 - Tamori, comico, conduttore televisivo e attore giapponese
- 1945 - Pablo Napoli, attore argentino († 2020)
- 1945 - Timothy Radcliffe, cardinale e presbitero britannico
- 1945 - Lia Varesio, attivista italiana († 2008)
- 1945 - Sylvia Vrethammar, cantante svedese
- 1945 - Bruno Zanolini, compositore italiano
- 1946 - Giancarlo Cappanera, speleologo italiano
- 1946 - Robert J. Chassell, informatico statunitense († 2017)
- 1946 - Rosa Fumetto, showgirl, danzatrice e attrice italiana
- 1946 - Antonio Imerti, mafioso italiano
- 1946 - Enzo Mattioda, ciclista su strada e pistard francese
- 1947 - Massimo Barra, medico italiano
- 1947 - Robert Cramer, politico e avvocato statunitense
- 1947 - Francesco Di Giacomo, cantautore italiano († 2014)
- 1947 - Manfred Klein, ex canottiere tedesco
- 1947 - James Rumbaugh, informatico statunitense
- 1947 - Vichai Sanghamkichakul, ex calciatore thailandese
- 1947 - Ian Scheckter, ex pilota automobilistico sudafricano
- 1947 - Cindy Williams, attrice statunitense († 2023)
- 1948 - Céphas Bansah, ghanese
- 1948 - Eleonora Brown, attrice italiana
- 1948 - Otto Demarmels, ex calciatore svizzero
- 1948 - Peter James, scrittore e produttore cinematografico britannico
- 1948 - Zorica Jevremović, drammaturga, regista teatrale e regista serba († 2023)
- 1948 - David Marks, musicista e cantautore statunitense
- 1948 - Tamás Pálffy, cestista ungherese († 2025)
- 1948 - Flavio Roda, dirigente sportivo italiano
- 1949 - Cristoforo di Schleswig-Holstein, nobile tedesco († 2023)
- 1949 - Jarrett Durham, ex cestista, allenatore di pallacanestro e dirigente sportivo statunitense
- 1949 - Joseph Mwepu Ilunga, calciatore della Repubblica Democratica del Congo († 2015)
- 1949 - Corazon Nuñez Malanyaon, politica filippina († 2023)
- 1949 - Diana Nyad, nuotatrice statunitense
- 1950 - Mariano Biondi, calciatore e allenatore di calcio argentino († 2015)
- 1950 - Scooter Libby, avvocato statunitense
- 1950 - Gino Natali, ex cestista e dirigente sportivo italiano
- 1950 - Toshirō Suga, artista marziale giapponese
- 1950 - Richard Trinkler, ex ciclista su strada svizzero
- 1950 - Leroy Wallace, batterista e percussionista giamaicano
- 1951 - Luciano Garatti, politico italiano
- 1951 - Leiko Ikemura, pittrice e scultrice giapponese
- 1951 - Gordon Liu, attore e artista marziale cinese
- 1951 - Roberto Montorsi, ex calciatore italiano
- 1951 - Remo Rapino, scrittore italiano
- 1951 - Jack Starr, chitarrista e compositore statunitense
- 1952 - Dario Di Vico, giornalista italiano
- 1952 - Peter Laughner, cantante, chitarrista e compositore statunitense († 1977)
- 1952 - Violeta Menjívar, politica e medica salvadoregna
- 1952 - Valerij Podlužnyj, lunghista sovietico († 2021)
- 1952 - Rudy Ricciotti, architetto e editore francese
- 1952 - Santiago Santamaría, calciatore argentino († 2013)
- 1952 - Michael Sziedat, ex calciatore tedesco
- 1953 - Boško Đorđević, ex calciatore jugoslavo
- 1953 - Paul Ellering, ex wrestler e dirigente sportivo statunitense
- 1953 - Mauro Guerrini, bibliotecario italiano
- 1953 - Walter Lübcke, politico tedesco († 2019)
- 1953 - Colin Morris, allenatore di calcio e ex calciatore inglese
- 1953 - Kevin O'Neill, fumettista britannico († 2022)
- 1953 - Ángel Padrón, ex cestista cubano
- 1953 - Valeria Rossella, poetessa italiana
- 1953 - Fumio Saitō, cestista giapponese († 2019)
- 1953 - Evelyn Thomas, cantante statunitense († 2024)
- 1954 - Maria Simonetta Bondoni Pastorio, storica dell'arte italiana († 2012)
- 1954 - Mark Campanaro, ex cestista statunitense
- 1954 - Jay Patterson, attore statunitense
- 1954 - Donatella Trevisi, ex cestista italiana
- 1955 - Chiranjeevi, attore e politico indiano
- 1955 - Julie Gerberding, politica e medico statunitense
- 1955 - Ann Kiyomura, ex tennista statunitense
- 1955 - Carrie Meyer, ex tennista statunitense
- 1955 - Paolo Siani, medico e politico italiano
- 1956 - Valerij Abramov, mezzofondista sovietico († 2016)
- 1956 - Willis Adams, ex giocatore di football americano statunitense
- 1956 - Stefano Bottini, politico italiano
- 1956 - Wes Chandler, ex giocatore di football americano e allenatore di football americano statunitense
- 1956 - Salvatore Ciulla, regista teatrale e direttore artistico italiano
- 1956 - Alberto Fonseca, ex calciatore portoghese
- 1956 - Paul Molitor, allenatore di baseball e giocatore di baseball statunitense
- 1957 - Steve Davis, giocatore di snooker inglese
- 1957 - Daniele Demma, attore, doppiatore e autore televisivo italiano († 2017)
- 1957 - Holly Dunn, cantante statunitense († 2016)
- 1957 - Alfonso de Iruarrizaga, ex tiratore a volo cileno
- 1957 - Modesto Paris, religioso italiano († 2017)
- 1957 - Dorsey Wright, attore statunitense
- 1958 - Luciano Agostini, politico italiano
- 1958 - Miguel Cortijo, ex cestista argentino
- 1958 - Vic Fangio, allenatore di football americano statunitense
- 1958 - Colm Feore, attore canadese
- 1958 - Christian Haas, ex velocista tedesco
- 1958 - Paolo Macchiarini, chirurgo italiano
- 1958 - Alan Morse, chitarrista statunitense
- 1958 - Stevie Ray, ex wrestler statunitense
- 1958 - Vernon Reid, chitarrista e produttore discografico statunitense
- 1959 - Montserrat Alcoverro, attrice spagnola
- 1959 - Juan Croucier, bassista cubano
- 1959 - Denise Curry, ex cestista e allenatrice di pallacanestro statunitense
- 1959 - Peter Gerhardsson, allenatore di calcio e ex calciatore svedese
- 1959 - Anton Kodžabašev, ex sollevatore bulgaro
- 1959 - Tommi Läntinen, cantante finlandese
- 1959 - Ryo Okumoto, tastierista giapponese
- 1959 - Michael Storm, ex pentatleta statunitense
- 1959 - Mark Williams, attore, comico e sceneggiatore britannico
- 1959 - Fernando de la Peña y Olivas, ex schermidore spagnolo
- 1960 - Michele Abbondanza, danzatore e coreografo italiano
- 1960 - Laura Bortolaso, ex ginnasta italiana
- 1960 - Ida Colucci, giornalista italiana († 2019)
- 1960 - Fabrizio Corsi, imprenditore e dirigente sportivo italiano
- 1960 - Sergio Cossu, pianista, compositore e polistrumentista italiano
- 1960 - Sergio Ferraris, giornalista italiano
- 1960 - Gioacchino Genchi, poliziotto e informatico italiano
- 1960 - Marco Guerzoni, cantante italiano
- 1960 - Sergej Menjajlo, ammiraglio e politico russo
- 1960 - Danilo Nucini, ex arbitro di calcio italiano
- 1960 - Zoran Petrović, ex pallanuotista jugoslavo
- 1960 - Giacomo Prestia, basso italiano
- 1960 - Collin Raye, cantante statunitense
- 1960 - Larisa Spasova, ex cestista bulgara
- 1960 - Regina Taylor, attrice, regista teatrale e drammaturga statunitense
- 1960 - Amra-Faye Wright, attrice teatrale, ballerina e cantante sudafricana
- 1961 - Walter Biagini, ex calciatore italiano
- 1961 - Uwe Bredow, ex calciatore tedesco
- 1961 - Andrés Calamaro, cantautore argentino
- 1961 - Marc Deheneffe, ex cestista, dirigente sportivo e politico belga
- 1961 - Aleksandr Dvornikov, generale russo
- 1961 - Lelio Giannetto, contrabbassista italiano († 2020)
- 1961 - Dennis McKinnon, ex giocatore di football americano statunitense
- 1961 - Miguel Ángel Noro, ex calciatore boliviano
- 1961 - Roland Orzabal, cantante e chitarrista britannico
- 1962 - Viktor Bryzgin, ex velocista sovietico
- 1962 - Kate Christensen, scrittrice statunitense
- 1962 - Claudia Penoni, attrice, doppiatrice e comica italiana
- 1962 - Farhad Rachidi, ingegnere iraniano
- 1962 - Antonio Reyes, cestista messicano († 2019)
- 1962 - Stefano Tilli, ex velocista italiano
- 1963 - Tori Amos, compositrice, polistrumentista e cantautrice statunitense
- 1963 - Veronica Bilbao La Vieja, regista e produttrice cinematografica italiana
- 1963 - Ernesto Caccavale, politico e giornalista italiano
- 1963 - Terry Catledge, ex cestista statunitense
- 1963 - Cayetano Cornet, ex velocista spagnolo
- 1963 - Cezary Grzesiuk, montatore polacco
- 1963 - Agostino Iacobelli, allenatore di calcio e ex calciatore italiano
- 1963 - Giovanni Invernizzi, dirigente sportivo, allenatore di calcio e ex calciatore italiano
- 1963 - Edouard Kloczko, linguista e traduttore ucraino
- 1963 - Gilles Rousset, ex calciatore francese
- 1963 - Giuseppe Trepiccione, politico italiano
- 1963 - João Batista da Silva, ex velocista brasiliano
- 1964 - Carla Alverà, giocatrice di curling italiana
- 1964 - Matteo Belli, attore teatrale e regista teatrale italiano
- 1964 - Tarcísio Filho, attore brasiliano
- 1964 - Trey Gowdy, politico statunitense
- 1964 - Julian King, diplomatico britannico
- 1964 - Diane Setterfield, scrittrice britannica
- 1964 - Massimo Tononi, banchiere e dirigente d'azienda italiano
- 1964 - Ihor Vorončenko, ammiraglio ucraino
- 1964 - Mats Wilander, allenatore di tennis e ex tennista svedese
- 1964 - Andrew Wilson, attore, regista e produttore cinematografico statunitense
- 1965 - Franko Bogdan, allenatore di calcio e ex calciatore croato
- 1965 - Giōrgos Christodoulou, ex calciatore cipriota
- 1965 - D. C. Cooper, cantante statunitense
- 1965 - Michael Delany, ex nuotatore australiano
- 1965 - Courtney Gains, attore statunitense
- 1965 - Tom Gibis, doppiatore e attore statunitense
- 1965 - Patricia Hy-Boulais, ex tennista hongkonghese
- 1965 - Kim Jackson, cantante irlandese
- 1965 - Pablo Marín, ex calciatore ecuadoriano
- 1965 - Thaddeus McCotter, politico e avvocato statunitense
- 1965 - David Reimer, canadese († 2004)
- 1965 - Marcel Sabou, calciatore rumeno († 2025)
- 1965 - Ólafur Þórðarson, allenatore di calcio e ex calciatore islandese
- 1966 - Michihisa Date, ex calciatore giapponese
- 1966 - Ismo Falck, ex arciere finlandese
- 1966 - GZA, rapper statunitense
- 1966 - Alain Rolland, ex rugbista a 15, arbitro di rugby a 15 e dirigente sportivo irlandese
- 1966 - Scott Shiflett, bassista statunitense
- 1966 - Fredrik Stillmann, ex hockeista su ghiaccio svedese
- 1966 - Alexandre Torres, ex calciatore brasiliano
- 1966 - Rob Witschge, ex calciatore olandese
- 1967 - Adewale Akinnuoye-Agbaje, attore britannico
- 1967 - Ty Burrell, attore statunitense
- 1967 - Perry Carter, ex cestista statunitense
- 1967 - Paul Ereng, ex mezzofondista keniota
- 1967 - Alfred Gough, sceneggiatore e produttore cinematografico statunitense
- 1967 - Robert Leroux, ex schermidore francese
- 1967 - Yukiko Okada, cantante giapponese († 1986)
- 1967 - Filippo Piva, ex nuotatore sammarinese
- 1967 - Layne Staley, cantante statunitense († 2002)
- 1968 - Steve Carney, ex cestista statunitense
- 1968 - Michael Curry, ex cestista e allenatore di pallacanestro statunitense
- 1968 - Henrik Holm, ex tennista svedese
- 1968 - Endrio Leoni, ex ciclista su strada italiano
- 1968 - Rikizō Matsuhashi, allenatore di calcio e ex calciatore giapponese
- 1968 - Stefano Mobili, allenatore di calcio e ex calciatore italiano
- 1968 - Aleksandr Mostovoj, ex calciatore russo
- 1968 - Anne Nurmi, cantante e tastierista finlandese
- 1968 - Emanuela Pierantozzi, judoka italiana
- 1968 - Aleksej Sidorov, regista russo
- 1968 - Horst Skoff, tennista austriaco († 2008)
- 1969 - Jörg Bode, allenatore di calcio e ex calciatore tedesco
- 1969 - Paul Chahidi, attore iraniano
- 1969 - Charles Musonda, ex calciatore zambiano
- 1969 - Joey Shaw, fotografo italiano
- 1969 - Bruno Tobback, avvocato e politico belga
- 1969 - Raffaele Verzillo, regista e sceneggiatore italiano
- 1970 - Giada De Laurentiis, conduttrice televisiva, cuoca e scrittrice italiana
- 1970 - Ricco Groß, ex biatleta e ex fondista tedesco
- 1970 - Liudis Massó Beliser, ex atleta paralimpica cubana
- 1970 - Tímea Nagy, ex schermitrice ungherese
- 1970 - Janez Ožbolt, ex biatleta sloveno
- 1970 - Gianluca Ramazzotti, attore e comico italiano
- 1970 - Marta Richeldi, attrice italiana
- 1970 - Yasemin Sannino, cantante e attrice italiana
- 1970 - Shaun Steels, batterista britannico
- 1970 - Assunta Tartaglione, politica italiana
- 1970 - Scott Waugh, regista, stuntman e montatore statunitense
- 1971 - Valentin Areh, giornalista sloveno
- 1971 - Richard Armitage, attore britannico
- 1971 - Glen De Boeck, allenatore di calcio e ex calciatore belga
- 1971 - Jeff Escalante, ex cestista e politico ecuadoriano
- 1971 - Jesús García Sanjuán, ex calciatore spagnolo
- 1971 - Oswald Haselrieder, ex slittinista italiano
- 1971 - Gianfranco Maraniello, storico dell'arte italiano
- 1971 - Pichet Piasai, ex giocatore di calcio a 5 thailandese
- 1971 - Lorenzo Scoles, conduttore radiofonico, conduttore televisivo e autore televisivo italiano
- 1971 - Elena Vannoni, regista teatrale e costumista italiana
- 1971 - Martín Vellisca, ex calciatore spagnolo
- 1971 - Rick Yune, attore, artista marziale e ex modello statunitense
- 1972 - Verónica Arroyos, ex cestista messicana
- 1972 - Andrija Balajić, ex calciatore croato
- 1972 - Naoto Hiraoka, autore di videogiochi giapponese
- 1972 - Simona Malpezzi, politica italiana
- 1972 - Steve Plater, pilota motociclistico britannico
- 1972 - Ri Yong-sam, lottatore nordcoreano
- 1973 - Jeff Biehl, attore e musicista statunitense
- 1973 - Okkert Brits, ex astista sudafricano
- 1973 - Beenie Man, cantante giamaicano
- 1973 - Francesco Dolce, allenatore di hockey su pista e ex hockeista su pista italiano
- 1973 - Howie Dorough, cantautore, musicista e attore statunitense
- 1973 - Grégory Doucet, politico francese
- 1973 - Shannon Forrest, batterista e percussionista statunitense
- 1973 - Gianna Fratta, direttrice d'orchestra e pianista italiana
- 1973 - Robbi Gubitosa, allenatore di pallacanestro svizzero
- 1973 - Rick Hughes, ex cestista statunitense
- 1973 - Laurent Lafitte, attore e umorista francese
- 1973 - Heidi Lenhart, attrice e doppiatrice statunitense
- 1973 - Gianluca Nannelli, pilota motociclistico italiano
- 1973 - Giorgio Vinella, pilota automobilistico italiano
- 1973 - Kristen Wiig, attrice e comica statunitense
- 1973 - Eurelijus Žukauskas, ex cestista lituano
- 1973 - João de Ceita Nazaré, vescovo cattolico saotomense
- 1974 - Marcus Bignot, allenatore di calcio e ex calciatore inglese
- 1974 - Pascal Canfin, giornalista e politico francese
- 1974 - Kay Cannon, sceneggiatrice e regista statunitense
- 1974 - Fabio Di Venanzio, allenatore di calcio e ex calciatore italiano
- 1974 - Anna Földényi, ex tennista ungherese
- 1974 - Cory Gardner, politico statunitense
- 1974 - Jenna Leigh Green, attrice statunitense
- 1974 - Iris Kyle, culturista statunitense
- 1974 - Diego Luis López, allenatore di calcio e ex calciatore uruguaiano
- 1974 - Hüseyn Məhəmmədov, ex calciatore azero
- 1974 - Melinda Page Hamilton, attrice statunitense
- 1974 - Gabriele Picco, artista italiano
- 1974 - Agustín Pichot, ex rugbista a 15 e dirigente sportivo argentino
- 1975 - Clint Bolton, ex calciatore australiano
- 1975 - Salvador Carmona, ex calciatore messicano
- 1975 - Pietro Caucchioli, ex ciclista su strada italiano
- 1975 - Shelly Cole, attrice statunitense
- 1975 - Matthew Edison, attore canadese
- 1975 - Obinna Ekezie, ex cestista nigeriano
- 1975 - Robert Enes, ex calciatore australiano
- 1975 - Werner Maresta, fumettista italiano
- 1975 - Rodrigo Santoro, attore e doppiatore brasiliano
- 1975 - Charles Smith, ex cestista statunitense
- 1975 - Franco Squillari, allenatore di tennis e ex tennista argentino
- 1976 - Angelo Barrile, politico e medico svizzero
- 1976 - Daniel Frazer Bennett, arbitro di calcio sudafricano
- 1976 - Lía Borrero, modella panamense
- 1976 - Thorsten Flick, ex calciatore tedesco
- 1976 - Semën Kolobaev, ex slittinista russo
- 1976 - György Korsós, ex calciatore ungherese
- 1976 - Mara Lapia, politica italiana
- 1976 - Federico Magallanes, ex calciatore uruguaiano
- 1976 - Marlies Oester, ex sciatrice alpina svizzera
- 1976 - Julio César Pinheiro, ex calciatore brasiliano
- 1976 - Nick Sheppard, ex cestista statunitense
- 1976 - Olena Tatarkova, ex tennista ucraina
- 1977 - Kinga Bóta, canoista ungherese
- 1977 - Eric Campbell, ex cestista statunitense
- 1977 - Heiðar Helguson, ex calciatore islandese
- 1977 - Keith Jennings, ex calciatore bermudiano
- 1977 - Miho Kanno, attrice, cantante e modella giapponese
- 1977 - John Restrepo, ex calciatore colombiano
- 1977 - Jameel Watkins, ex cestista statunitense
- 1978 - James Corden, attore, conduttore televisivo e autore televisivo britannico
- 1978 - Malin Crépin, attrice svedese
- 1978 - Kutre Dulecha, ex mezzofondista e maratoneta etiope
- 1978 - Oscar Filho, comico, attore e scrittore brasiliano
- 1978 - Giannīs Gkagkaloudīs, cestista greco
- 1978 - Gerald Neil, ex calciatore giamaicano
- 1978 - Jeff Stinco, chitarrista canadese
- 1978 - Helen Tanger, canottiera olandese
- 1979 - Brandon Adams, attore statunitense
- 1979 - Mia Audina, ex giocatrice di badminton indonesiana
- 1979 - Natalia Barbu, cantautrice e violinista moldava
- 1979 - Jacky Chu, cantante e attore taiwanese
- 1979 - Jennifer Finnigan, attrice canadese
- 1979 - Giuseppe Mascara, allenatore di calcio e ex calciatore italiano
- 1979 - Miguel Mifsud, ex calciatore maltese
- 1979 - Hazel Robson, ex atleta paralimpica britannica
- 1979 - Klodiana Shala, velocista e ostacolista albanese
- 1979 - Ardi Warsidi, ex calciatore indonesiano
- 1980 - Mario de Sárraga, ciclista su strada spagnolo
- 1980 - Valeria Graci, comica, attrice e conduttrice televisiva italiana
- 1980 - Carolina Indriago, modella venezuelana
- 1980 - John Martin, cantautore svedese
- 1980 - Ravshana Kurkova, modella e attrice uzbeka
- 1980 - Julie Langevin, ex sciatrice alpina canadese
- 1980 - Grégory Leca, ex calciatore francese
- 1980 - Lee Eun-woo, attrice sudcoreana
- 1980 - Felix Limo, maratoneta keniota
- 1980 - Tomas Ress, ex cestista e allenatore di pallacanestro italiano
- 1980 - Aya Sumika, attrice statunitense
- 1980 - Paolo Vivio, doppiatore e attore italiano
- 1980 - Jean-Pascal Zadi, comico e attore francese
- 1981 - Olivier Busquet, giocatore di poker statunitense
- 1981 - Nancy Langat, mezzofondista keniota
- 1981 - Ross Marquand, attore statunitense
- 1981 - Demet Mutlu, imprenditrice turca
- 1981 - Siyabonga Nkosi, ex calciatore sudafricano
- 1981 - Riccardo Nuti, politico italiano
- 1981 - Christina Obergföll, giavellottista tedesca
- 1981 - Logan Pause, ex calciatore statunitense
- 1981 - Audrey Peltier, ex sciatrice alpina francese
- 1981 - Giovanni Russo, politico italiano
- 1981 - Takumi Saitō, attore, modello e cantante giapponese
- 1981 - Tales Schütz, ex calciatore brasiliano
- 1981 - Laura Tommasella, calciatrice italiana
- 1981 - Almir Velagić, sollevatore bosniaco
- 1981 - Kris Wilson, giocatore di football americano statunitense
- 1982 - Carol Bensimon, scrittrice e traduttrice brasiliana
- 1982 - Janina Flieger, attrice tedesca
- 1982 - Živko Gocić, ex pallanuotista e allenatore di pallanuoto serbo
- 1982 - Caity Matter, ex cestista statunitense
- 1982 - Peter Nymann, ex calciatore danese
- 1982 - Boys Noize, disc jockey e compositore tedesco
- 1982 - Marco Wölfli, ex calciatore svizzero
- 1983 - Simona Abbate, pallanuotista italiana
- 1983 - Johan Andersson, allenatore di calcio e calciatore svedese
- 1983 - Serkan Balcı, ex calciatore turco
- 1983 - Theo Bos, pistard e ciclista su strada olandese
- 1983 - Laura Breckenridge, attrice statunitense
- 1983 - Jahri Evans, giocatore di football americano statunitense
- 1983 - Bojan Golubović, ex calciatore serbo
- 1983 - Paloma Jiménez, modella e attrice honduregna
- 1983 - Juan Carlos Medina, ex calciatore messicano
- 1983 - Nacho, cantante venezuelano
- 1983 - Alessandro Rossi, allenatore di pallacanestro italiano
- 1983 - Michał Ruciak, pallavolista polacco
- 1983 - Paul Stanley, ex pattinatore di short track britannico
- 1983 - Martin Wiig, ex calciatore norvegese
- 1984 - Salaheddine Aqqal, ex calciatore marocchino
- 1984 - Lee Camp, ex calciatore inglese
- 1984 - Mike Efevberha, cestista statunitense
- 1984 - Reysander Fernández, calciatore cubano
- 1984 - Jon Gooch, disc jockey, musicista e produttore discografico britannico
- 1984 - Tatiana Guderzo, ex ciclista su strada e pistard italiana
- 1984 - Óskar Örn Hauksson, ex calciatore islandese
- 1984 - Manuel Ortiz Toribio, ex calciatore spagnolo
- 1984 - Chad Marshall, ex calciatore statunitense
- 1984 - Sara Miquel, attrice, ballerina e modella spagnola
- 1984 - Tomomi Morita, nuotatore giapponese
- 1984 - Lawrence Quaye, ex calciatore ghanese
- 1984 - Samuela Vula, calciatore figiano
- 1984 - Zhang Fan, ex cestista cinese
- 1984 - Erdem Özgenç, ex calciatore turco
- 1985 - John Baird, calciatore scozzese
- 1985 - Tomáš Berger, ex calciatore ceco
- 1985 - Alphonse Bongnaim, calciatore vanuatuano
- 1985 - Jens Byggmark, ex sciatore alpino svedese
- 1985 - Kenta Chida, schermidore giapponese
- 1985 - Borče Daskalovski, ex cestista e allenatore di pallacanestro macedone
- 1985 - Dominic Day, ex rugbista a 15 britannico
- 1985 - Lewis Guy, ex calciatore inglese
- 1985 - Jan Holenda, ex calciatore ceco
- 1985 - Reto Hollenstein, ex ciclista su strada svizzero
- 1985 - Teemu Keisteri, artista, disc jockey e ballerino finlandese
- 1985 - Jorge Linares, pugile venezuelano
- 1985 - Luriel Milandou, ex calciatore della Repubblica del Congo
- 1985 - Ruslan Məcidov, ex calciatore azero
- 1985 - Brian Olsen, ex calciatore faroese
- 1985 - Jey Uso, wrestler statunitense
- 1985 - Jimmy Uso, wrestler statunitense
- 1985 - Marco Zambelli, allenatore di calcio e ex calciatore italiano
- 1986 - Andray Blatche, ex cestista statunitense
- 1986 - Norman Bröckl, canoista tedesco
- 1986 - Lacie Heart, ex attrice pornografica statunitense
- 1986 - Stephen Ireland, ex calciatore irlandese
- 1986 - Keiko Kitagawa, attrice e modella giapponese
- 1986 - Gašper Markič, allenatore di sci alpino e ex sciatore alpino sloveno
- 1986 - Michela Martinelli, calciatrice italiana
- 1986 - David Mendieta Chávez, calciatore paraguaiano
- 1986 - Maxim Mihaliov, calciatore moldavo
- 1986 - Vadym Mil'ko, calciatore ucraino
- 1986 - Pac, wrestler britannico
- 1986 - Hiro Poroiae, calciatore francese
- 1986 - Augusto Ramos Soares, ex maratoneta e mezzofondista est-timorese
- 1986 - Masih Saighani, calciatore afghano
- 1986 - Michel Souza da Silva, ex calciatore brasiliano
- 1986 - Marcus Walker, ex cestista statunitense
- 1987 - Nikola Aistrup, ex ciclista su strada e ex pistard danese
- 1987 - Micheal Azira, ex calciatore e allenatore di calcio ugandese
- 1987 - Melissa Anna Bartolini, attrice italiana
- 1987 - Gianluca Brambilla, ciclista su strada italiano
- 1987 - Apollo Crews, wrestler statunitense
- 1987 - Mohammad Mousavi, pallavolista iraniano
- 1987 - Tomohiko Murayama, calciatore giapponese
- 1987 - Lauren Paolini, ex pallavolista statunitense
- 1987 - Ruslans Sadikovs, karateka lettone
- 1987 - Josip Tadić, calciatore croato
- 1987 - Jaycen Taylor, giocatore di football americano e allenatore di football americano statunitense
- 1987 - Richie Williams, cestista statunitense
- 1987 - Miša Zverev, ex tennista tedesco
- 1988 - Salif Ballo, ex calciatore maliano
- 1988 - Magomed Bibulatov, artista marziale misto russo
- 1988 - Kimberly Castillo Mota, modella dominicana
- 1988 - Marco Coledan, ex ciclista su strada e pistard italiano
- 1988 - Vadim Crîcimari, calciatore moldavo
- 1988 - Martin Cseh, calciatore slovacco
- 1988 - Laura Dreyfuss, attrice e cantante statunitense
- 1988 - Artëm Dzjuba, calciatore russo
- 1988 - Mitchell Langerak, ex calciatore australiano
- 1988 - Laura Longo, arciera italiana
- 1988 - Minelli, cantautrice rumena
- 1988 - Irak'li Maisuradze, calciatore georgiano
- 1988 - Marco Mancosu, allenatore di calcio e ex calciatore italiano
- 1988 - Hafiz Nor, calciatore singaporiano
- 1988 - Markus Rehm, atleta paralimpico tedesco
- 1988 - Julián Sánchez, tuffatore messicano
- 1988 - Dávid Verrasztó, nuotatore ungherese
- 1989 - Antwain Aguillard, pallavolista statunitense
- 1989 - Paolo Bartolomei, calciatore italiano
- 1989 - Giacomo Bonaventura, calciatore italiano
- 1989 - Miha Gregorič, calciatore sloveno
- 1989 - Samuel Inkoom, ex calciatore ghanese
- 1989 - Ilyès Karamosli, pallavolista tunisino
- 1989 - Michael McClune, ex tennista statunitense
- 1989 - Jason Medeiros, ex giocatore di football americano canadese
- 1989 - Mohamed Sanu, giocatore di football americano statunitense
- 1989 - Sead Šehović, cestista montenegrino
- 1989 - Priscilla Tabunda, lunghista e multiplista keniota
- 1989 - Davit Targamadze, ex calciatore georgiano
- 1989 - Shir Tzedek, ex calciatore israeliano
- 1989 - Tristan Vautier, pilota automobilistico francese
- 1989 - Andrew Wiedeman, ex calciatore statunitense
- 1990 - Shirine Boutella, attrice algerina
- 1990 - Ghizlane Chebbak, calciatrice marocchina
- 1990 - Randall Cobb, ex giocatore di football americano statunitense
- 1990 - Nuria Diosdado, nuotatrice artistica messicana
- 1990 - Shehab El-Din Ahmed, calciatore egiziano
- 1990 - Margaux Farrell, nuotatrice francese
- 1990 - Tishan Hanley, calciatore nevisiano
- 1990 - Sara Loda, pallavolista italiana
- 1990 - Federica Macrì, ex ginnasta italiana
- 1990 - Ansi Nika, ex calciatore albanese
- 1990 - Chanelle Price, mezzofondista statunitense
- 1990 - Luís Querido, hockeista su pista portoghese
- 1990 - Ramón Rodríguez da Silva, ex calciatore brasiliano
- 1990 - Carlos Alfredo Sánchez, calciatore honduregno
- 1990 - Adam Thielen, giocatore di football americano statunitense
- 1990 - Josephine, cantante greca
- 1990 - Mattias Zachrisson, ex pallamanista svedese
- 1991 - Naomi Ackie, attrice britannica
- 1991 - Danilo Cócaro, calciatore uruguaiano
- 1991 - Bruce Ellington, giocatore di football americano statunitense
- 1991 - Jo Bo-ah, attrice sudcoreana
- 1991 - Cole Krueger, pattinatore di short track statunitense
- 1991 - Federico Macheda, calciatore italiano
- 1991 - Dragan Mihajlović, calciatore serbo
- 1991 - Jorge Félix, calciatore spagnolo
- 1991 - Guro Pettersen, calciatrice norvegese
- 1991 - Adrien Regattin, calciatore marocchino
- 1991 - Irina Rimes, cantante moldava
- 1991 - Carlos Andrés Rivas, calciatore colombiano
- 1991 - Brayden Schenn, hockeista su ghiaccio canadese
- 1991 - Asia Taylor, cestista statunitense
- 1991 - Ysaora Thibus, schermitrice francese
- 1991 - Lorraine Ugen, lunghista britannica
- 1992 - Jamal Bajandouh, calciatore saudita
- 1992 - Lazar Ćirković, calciatore serbo
- 1992 - Vladimír Coufal, calciatore ceco
- 1992 - Marc Fenelus, calciatore britannico
- 1992 - Christophe Hérelle, calciatore francese
- 1992 - Ryūichi Kihara, pattinatore giapponese
- 1992 - James Lawrence, calciatore inglese
- 1992 - Taylor Milton, pallavolista statunitense
- 1992 - Patrick Onwuasor, giocatore di football americano statunitense
- 1992 - Cheyenne Parker, cestista statunitense
- 1992 - Keith Powers, attore e modello statunitense
- 1992 - Shō Sakai, tuffatore giapponese
- 1992 - Ari Stidham, attore, cantante e compositore statunitense
- 1992 - Ernestas Veliulis, calciatore lituano
- 1992 - Prince Williams, cestista statunitense
- 1992 - Alekej Zubrickij, cosmonauta russo
- 1992 - Amal al-Roumi, mezzofondista kuwaitiana
- 1993 - Trevone Boykin, giocatore di football americano statunitense
- 1993 - Laura Dahlmeier, biatleta e alpinista tedesca († 2025)
- 1993 - Michele Fornasier, calciatore italiano
- 1993 - Alpha Jalloh, giocatore di football americano sierraleonese
- 1993 - Ibrahim Mahudhee, calciatore maldiviano
- 1993 - Zach Muscat, calciatore maltese
- 1993 - Aleksandar Paločević, calciatore serbo
- 1993 - Ruben Rampazzo, ex hockeista su ghiaccio italiano
- 1993 - Amanda Reason, nuotatrice canadese
- 1993 - Walid Sedik Mohamed, pugile egiziano
- 1993 - Anthonique Strachan, velocista bahamense
- 1994 - Luis Bertrán, pallavolista portoricano
- 1994 - Israel Broussard, attore statunitense
- 1994 - Kevin Bryant, cestista tedesco
- 1994 - Ben Carter, cestista statunitense
- 1994 - Hernando Cáceres, cestista uruguaiano
- 1994 - Rokas Gustys, cestista lituano
- 1994 - Elijah Hall, velocista statunitense
- 1994 - Lazza, rapper, musicista e produttore discografico italiano
- 1994 - Craig Moller, cestista australiano
- 1994 - Sebastián Morales, tuffatore colombiano
- 1994 - Jakov Mustapić, cestista croato
- 1994 - Olli Määttä, hockeista su ghiaccio finlandese
- 1994 - Astou Ndour, cestista senegalese
- 1994 - Luis Orta, lottatore cubano
- 1994 - Pité, calciatore portoghese
- 1994 - Elvin Yunuszadə, calciatore azero
- 1995 - Lulu Antariksa, attrice statunitense
- 1995 - Pedro Aparício, calciatore portoghese
- 1995 - Ante Bajic, calciatore austriaco
- 1995 - Diana Bulimar, ginnasta rumena
- 1995 - Tra-Deon Hollins, cestista statunitense
- 1995 - Huang Wenpan, nuotatore cinese († 2018)
- 1995 - Rashard Kelly, cestista statunitense
- 1995 - Kim A-lang, pattinatrice di short track sudcoreana
- 1995 - Sinphet Kruaithong, sollevatore thailandese
- 1995 - Dua Lipa, cantante e compositrice britannica
- 1995 - Alexandra Lunca, calciatrice rumena
- 1995 - Aristote Madiani, calciatore francese
- 1995 - Lea Miletić, cestista croata
- 1995 - Renato Punyed, calciatore nicaraguense
- 1995 - Björn Rohwer, cestista tedesco
- 1995 - Jonnu Smith, giocatore di football americano statunitense
- 1996 - Gashau Ayale, maratoneta israeliano
- 1996 - Carlos Davis, giocatore di football americano statunitense
- 1996 - Doğan Erdoğan, calciatore turco
- 1996 - Junior Firpo, calciatore dominicano
- 1996 - Ingrid Martins, tennista brasiliana
- 1996 - Saviour Godwin, calciatore nigeriano
- 1996 - Sascha Horvath, calciatore austriaco
- 1996 - Marouane Kacimi, multiplista, lunghista e altista marocchino
- 1996 - Khalil Davis, giocatore di football americano statunitense
- 1996 - Noura Mabilo, pallavolista italiana
- 1996 - Alessia Maurelli, ex ginnasta italiana
- 1996 - Silas Melson, cestista statunitense
- 1996 - Hannah Moore, nuotatrice statunitense
- 1996 - Clemens Nocker, ex sciatore alpino austriaco
- 1996 - Gianluca Picchiottino, marciatore italiano
- 1996 - Mateus Quaresma, calciatore brasiliano
- 1996 - Aljaksandra Ramanoŭskaja, sciatrice freestyle bielorussa
- 1996 - Casey Toohill, giocatore di football americano statunitense
- 1996 - Jozef Urblík, calciatore slovacco
- 1996 - Ronaldo de Oliveira Strada, calciatore brasiliano
- 1997 - Megan Bankes, ex biatleta canadese
- 1997 - Maxx Crosby, giocatore di football americano statunitense
- 1997 - Jacob Dudman, attore e doppiatore britannico
- 1997 - Nikola Gjorgjev, calciatore svizzero
- 1997 - Lautaro Martínez, calciatore argentino
- 1997 - Eric Ocansey, calciatore ghanese
- 1997 - Agate Rašmane, tiratrice a segno lettone
- 1997 - Dru Samia, giocatore di football americano statunitense
- 1997 - Emil Zulian, snowboarder italiano
- 1997 - Wendson, calciatore brasiliano
- 1997 - Braian Álvarez, calciatore argentino
- 1998 - Stanislav Bilen'kyj, calciatore ucraino
- 1998 - Mauro Cachi, calciatore argentino
- 1998 - Kole Hall, calciatore bermudiano
- 1998 - Cameron Humphreys, calciatore inglese
- 1998 - Momoko Kobori, tennista giapponese
- 1998 - Sebastian Kowalczyk, calciatore polacco
- 1998 - Jacopo Larizza, pallavolista italiano
- 1998 - Koumba Larroque, lottatrice francese
- 1998 - Youssef Maleh, calciatore marocchino
- 1998 - Taishi Matsumoto, calciatore giapponese
- 1998 - David Miletić, giocatore di football americano tedesco
- 1998 - Kamil Pestka, calciatore polacco
- 1998 - Hans Nunoo Sarpei, calciatore ghanese
- 1998 - Yang Liujing, marciatrice cinese
- 1999 - Pietro Bertagnoli, ciclista di BMX italiano
- 1999 - Andre Burley, calciatore nevisiano
- 1999 - Brock Crouch, snowboarder statunitense
- 1999 - Dakota Goyo, attore canadese
- 1999 - Ricardo Hurtado, attore e doppiatore statunitense
- 1999 - Nikita Kakkoev, calciatore russo
- 1999 - Mai Mihara, pattinatrice artistica su ghiaccio giapponese
- 1999 - Eric Ndizeye, calciatore burundese
- 1999 - Halid Šabanović, calciatore bosniaco
- 1999 - Sorba Thomas, calciatore gallese
- 1999 - Adrian Łyszczarz, calciatore polacco
- 1999 - Yūya Ōki, calciatore giapponese
- 2000 - Michal Beran, calciatore ceco
- 2000 - Innes Cameron, calciatore scozzese
- 2000 - Jack Campbell, giocatore di football americano statunitense
- 2000 - George Conditt, cestista statunitense
- 2000 - Alfa, cantautore e rapper italiano
- 2000 - Martin Dičev, calciatore bulgaro
- 2000 - Juan Cruz Esquivel, calciatore argentino
- 2000 - Fernán Faerrón, calciatore costaricano
- 2000 - Laila Mohsen, nuotatrice artistica egiziana
- 2000 - Mateusz Skrzypczak, calciatore polacco

## XXI secolo(15)
- 2001 - Mostafa Saad, calciatore egiziano
- 2001 - LaMelo Ball, cestista statunitense
- 2001 - Mateusz Bogusz, calciatore polacco
- 2001 - Alekss Krasts, ciclista su strada e ciclocrossista lettone
- 2001 - Luciano Olaizola, calciatore uruguaiano
- 2002 - Andrei Bani, calciatore giordano
- 2002 - Kenza Chapelle, calciatrice francese
- 2002 - Jefferson Cáceres, calciatore peruviano
- 2002 - Talitha Diggs, velocista statunitense
- 2002 - Tyler Forbes, calciatore anglo-verginiano
- 2002 - Emily Whelan, calciatrice irlandese
- 2003 - Taha Altıkardeş, calciatore turco
- 2003 - Matéo Degrumelle, calciatore tahitiano
- 2005 - Kang Ye-seo, cantante e attrice sudcoreana
- 2005 - Stilijana Nikolova, ginnasta bulgara